# النا فومینا-کلوتز
النا فومینا-کلوتز (روسی: Алёна Сергеевна Фомина؛ زادهٔ ۵ ژوئیهٔ ۱۹۸۹) تنیس‌باز اهل اوکراین است.